# جزیره میانی، سنت کیتس و نویس
جزیره میانی، سنت کیتس و نویس (به لاتین: Middle Island) یک شهرک در سنت کیتس و نویس است که در Saint Thomas Middle Island Parish در جزیره سنت کیتس واقع شده‌است.